# La Jarrie-Audouin
La Jarrie-Audouin är en kommun i departementet Charente-Maritime i regionen Nouvelle-Aquitaine i västra Frankrike. Kommunen ligger  i kantonen Loulay som ligger i arrondissementet Saint-Jean-d'Angély. År 2022 hade La Jarrie-Audouin 272 invånare.

## Befolkningsutveckling
Antalet invånare i kommunen La Jarrie-Audouin
Referens:INSEE